# Конвой №5223
Конвой № 5223 — японський конвой часів Другої світової війни, проведення якого відбувалось у листопаді — грудні 1943-го.
Вихідним пунктом конвою був атол Трук у центральній частині Каролінських островів, де ще до війни створили головну базу японського ВМФ у Океанії, звідки до лютого 1944-го провадились операції в низці архіпелагів. Пунктом призначення став атол Кваджелейн, на якому була головна японська база на Маршаллових островах.
До складу конвою увійшли водяний танкер «Ніппо-Мару», транспорти «Нанкай-Мару № 2» (також вів на буксирі нафтоналивну баржу № 35) і «Чоко-Мару», тоді як охорону забезпечували мисливець за підводними човнами CH-30 та кабелеукладальне судно «Татеісі» (Tateishi). Крім того, оскільки поблизу Труку традиційно діяли американські підводні човни, на початковій ділянці маршруту додатковий ескорт надавав мисливець за підводними човнами CH-40, що потім відокремився та попрямував до Рабауляа (головна передова база в архіпелазі Бісмарка, з якої проводились операції на Соломонових островах та сході Нової Гвінеї).
23 листопада 1943-го загін полишив Трук та попрямував на схід, при цьому в якийсь момент «Ніппо-Мару» під охороною «Татеісі» відокремився та попрямував до острова Понпеї (сім сотень кілометрів від Труку), який через свою надзвичайно дощову погоду гарно пасував для набору прісної води. 25 листопада «Ніппо-Мару» був на Понапе, а 29 листопада вже досягнув Кваджелейна.
Що стосується основної частини конвою, то вона прибула на Кваджелейн 1 грудня, втім, незадовго перед тим нафтоналивна баржа № 35 зірвалась з буксиру та була втрачена. Також можливо відзначити, що «Чоко-Мару» затримається на Кваджелейні та загине, коли 4 грудня на цей атол здійснить рейд американське авіаносне з'єднання.